# Монумент Незалежності (Харків)
Монуме́нт на честь Незале́жності Украї́ни було урочисто відкрито в 10-у річницю Незалежності держави (24 серпня 2001 року). Демонтований влітку 2012 року.

## Історія
Пам'ятник з'явився у 2001 році.

### Реконструкція площі
На початку 2011 року у зв'язку з реконструкцією площ і скверів Харкова було заплановано капітальну реконструкцію площі Рози Люксембург. Монумент Незалежності планувалося знести, а на його місце планується поставити новий пам'ятник Соборності України.
3 липня 2012 року монумент Незалежності було знесено.

## Опис
Монумент являв собою 16-метрову бетонну колону обтягнуту тонким шаром міді з фігурою сокола на вершечку, крила якого складені у формі тризуба. Образом для фігури дівчинки, що розміщена біля підніжжя колони послужила 10-річна Дарина Стрілець — перша дитина, що народилась у Харкові після проголошення Незалежності України 24 серпня 1991 року. Пам'ятник був доповнений 10-ма флагштоками з державними прапорами довкола.

## Цікаві факти
- Під час встановлення пам'ятника фігура сокола впала з висоти і пробила діру в асфальті[7][8].
- У 2009 році монумент потрапив за рейтингом щотижневика «Коментарі» до Топ-10 пам'ятників найбільш позбавлених смаку[9].

## Новий Монумент Незалежності
22 серпня 2012 року у Харкові на площі Конституції відбулася урочиста церемонія відкриття нового монумента на честь незалежності України, у якій взяв участь і Віктор Янукович. Авторами монумента є харківські скульптори Олександр Рідний та Ганна Іванова.